# ایندریت
ایندریت  (به انگلیسی: Inderite) با فرمول شیمیایی Mg[B3O3(OH)5].5H2O از مجموعه کانی هاست و از نام محل اکتشاف آن دریاچه Inder درقزاقستان گرفته شده‌است. محلول در HCl MgO:۱۴٫۴۱٪  B2O۳:۳۷٫۳۲٪  H2O:۴۸٫۲۷٪  برای اولین بار در آمریکا(کالیفرنیا) کشف شد و از نظر شکل بلور: منشوری - آسیکولار، رنگ: سفید-صورتی، شفافیت: شفاف، شکستگی: نامنظم، جلا: شیشه ای، رخ: خوب - مطابق با، سیستم تبلور: مونوکلینیک و در رده‌بندی بورات است  و منشأ تشکیل آن دریاچه‌های برات دار است.
همایند کانی‌شناسی (پارانژ) آن اینیوئیت- هیدروبراسیت است
کاربرد آن: در صنایع شیمیائی، از نظر ژیزمان آگرگاتهای توده‌ای - بلوری کمیاب است و بیشتر در قزاقستان و آمریکا (کالیفرنیا با بلورهای به اندازه ۴۰ سانتیمتر) یافت می‌شود.

## منبع
- پردیس کشاورزی ایران